# Ashley Eckstein
Ashley Eckstein (Louisville, 22 settembre 1981) è un'attrice e doppiatrice statunitense, principalmente nota per aver interpretato Ahsoka Tano nel film d'animazione Star Wars: The Clone Wars, nella serie omonima e in Star Wars Rebels.

## Biografia
Eckstein è nata a Louisville, nel Kentucky, ed è cresciuta a Orlando, in Florida. Il suo primo lavoro è stato come un membro del cast ai Disney's Hollywood Studios. Ha sposato l'ex giocatore della Major League Baseball e MVP delle World Series del 2006 David Eckstein il 26 novembre 2005, nella sua città natale a Sanford in Florida.
Oltre a fare l'attrice e la doppiatrice, Ahsley Eckstein lavora per un marchio di moda che produce abbigliamento a tema sci-fi, destinato specificamente per le ragazze e le donne.

## Filmografia parziale

### Attrice

#### Cinema
- Prey for Rock & Roll, regia di Alex Steyermark (2003) - ragazza punk
- Ancient Warriors (2003) - Dylan Paccione
- Alice una vita sottosopra (Alice Upside Down) (2007) - Miss Cole
- Sydney White - Biancaneve al college (Sydney White) (2007) - Alicia
- Pioggia di ricordi (Only Yesterday), regia di Isao Takahata (2016) - Yaeko Okajima

### Doppiatrice

#### Serie e film d'animazione
- Star Wars: The Clone Wars (2008) - Ahsoka Tano
- Star Wars: The Clone Wars (2008-2014, 2020) - Ahsoka Tano
- Star Wars Rebels (2014-2015, 2018) - Fulcrum / Ahsoka Tano
- Star Wars: Forces of Destiny (2017-2018) - Ahsoka Tano
- Avengers Assemble (2017) - Wasp
- Star Wars - L'ascesa di Skywalker (Star Wars: The Rise of Skywalker), regia di J. J. Abrams (2019) - Ahsoka Tano
- Star Wars: Tales of the Jedi (2022) - Ahsoka Tano

#### Videogiochi
- Star Wars: The Clone Wars (2008) - Ahsoka Tano
- Star Wars: The Clone Wars - Gli eroi della Repubblica (2009) - Ahsoka Tano

## Doppiatrici italiane
Nelle versioni italiane dei film e delle serie d'animazione da lei doppiati, la voce dell'attrice è sostituita da:
- Erica Necci in Star Wars: The Clone Wars (film), Star Wars: The Clone Wars (serie animata), Star Wars Rebels, Star Wars: Forces of Destiny, Avengers Assemble, Star Wars: L'ascesa di Skywalker, Star Wars: Tales of the Jedi